# Улица Спирина
Улица Спирина — улица в Красном Селе. Проходит от Геологической улицы до улицы Голубко.
На улице стоял учебно-производственный комплекс, снесённый под постройку колледжа «Красносельский». В 2014 году на улице был благоустроен сквер (топонимическая комиссия отклонила предложенное название «сквер 300-летия Красного Села»), к июлю 2023 года он зарос, к ноябрю того же года его переоформили. На другом пустыре с адресом по улице Спирина планируется построить детский сад.

## Происхождение названия
Улица была проложена при новой планировке и застройке Красного Села в 1975 году и тогда же названа в память о Герое Советского Союза танкисте Александре Ивановиче Спирине (1917—1944).

## Транспорт
- Автобусы: № 144, 145Б, 149, 149А, 301
- Железнодорожный вокзал: Красное Село (1620 м)